# Norbert Felix Gaughan
Pour les articles homonymes, voir Gaughan.
Norbert Felix Gaughan, né le 30 mai 1921 à Pittsburgh en Pennsylvanie, et mort le 1er octobre 1999, est un évêque de l'Église catholique aux États-Unis. Il a servi comme évêque auxiliaire du diocèse de Greensburg dans l'État de Pennsylvanie de 1975 à 1984, et en tant que deuxième évêque du diocèse de Gary, dans l'État de l'Indiana de 1984 à 1996.

## Biographie
Né le 30 mai 1921 à Pittsburgh en Pennsylvanie, Gaughan a été ordonné prêtre catholique le 4 novembre 1945 pour le diocèse de Greensburg.
Le 2 avril 1975 il est nommé évêque titulaire de Taraqua (de) et évêque auxiliaire de Greensburg par le pape Paul VI. Il a été ordonné évêque par Mgr William G. Connare de Greensburg. Les évêques Cyrille Vogel, de Salina et John McDowell évêque auxiliaire de Pittsburgh, ont été les principaux co-consécrateurs.
Le 24 juillet 1984 Jean-Paul II le nomme deuxième évêque de Gary (en), dans l'Indiana. Il a servi le diocèse de Gary en tant qu'évêque 12 ans en tout. En février 1992, l'évêque Gaughan a subi un grave avc. En raison de son état de santé, le pape a nommé Dale Melczek, alors évêque auxiliaire de l'archidiocèse de Détroit, pour être administrateur apostolique du diocèse. Le 28 octobre 1995, le pape a nommé Mgr Melczek pour être évêque coadjuteur du diocèse de Gary.

## Démission et mort
Le 1er juin 1996, le Saint-Siège a accepté la démission de l'évêque Gaughan. Bien que vaillant dans ses tentatives pour continuer à servir le peuple de son diocèse, il a passé les dernières années de sa vie à la Maison Saint Anthony à Crown Point. Il est décédé le 1er octobre 1999 et a été inhumé au cimetière du Couvent Saint Emma Couvent à Greensburg en Pennsylvanie, après une messe d'obsèques à Gary.